# Odăile
Odăile is een Roemeense gemeente in het district Buzău.
Odăile telt 1005 inwoners.